# Máy đo liều bức xạ
Máy đo liều bức xạ, đôi khi gọi gọn là máy đo liều, là máy đo liều chiếu bức xạ ion hoá. Nó có hai mục đích sử dụng chính: xác định liều bị chiếu để bảo vệ an toàn phóng xạ cho con người và để đo liều trong cả quy trình y tế và công nghiệp .
Các máy đo liều nhỏ gọn dùng khi đo trong môi trường như máy đo liều bỏ túi 2401 EC2/EC2A .

## Máy đo cá nhân
Máy đo cá nhân là máy chế tạo để một người có thể vận hành. Máy đo liều cá nhân có tầm quan trọng cơ bản trong các quy tắc về liều lượng bức xạ và vật lý sức khoẻ. Một số được chế tạo nhỏ ở mức gắn được vào đâu đó của người làm việc ở vùng có nguy hiểm về bức xạ, nhằm xác định liệu chiếu tích lũy trong cá thể đeo thiết bị.
Sự tổn thương do bức xạ đối với cơ thể con người là đại lượng tích lũy, và có liên quan đến tổng liều nhận được, trong đó đơn vị đo trong hệ SI là sievert. Người lao động tiếp xúc với bức xạ, như phóng xạ, công nhân nhà máy điện hạt nhân, bác sĩ làm xạ trị, những người trong phòng thí nghiệm sử dụng hạt nhân phóng xạ,... phải đeo liều kế để có thể ghi lại mức độ phơi nhiễm nghề nghiệp. Các thiết bị này được gọi là "máy đo liều lượng pháp lý" nếu chúng được chấp nhận sử dụng để ghi lại liều lượng nhân viên cho các mục đích quy định.